# Gelbschenkel
Der Gelbschenkel (Tringa flavipes),  auch Kleiner Gelbschenkel, ist eine monotypische Vogelart aus der Familie der Schnepfenvögel. Er ist ein Brutvogel Nordamerikas und überwintert im Süden Nordamerikas sowie in Südamerika. Die IUCN stuft den Gelbschenkel als  (=least concern – nicht gefährdet) ein.

## Erscheinungsbild
Der Gelbschenkel erreicht eine Körperlänge von 23 bis 25 Zentimetern, davon entfallen 3 bis 4 Zentimeter auf den Schnabel.
Die Beine haben eine Länge von 5 bis 7 Zentimetern. Die Flügelspannweite beträgt 58 bis 64 Zentimeter. Das Gewicht variiert zwischen 60 und 100 Gramm.
Im Prachtkleid haben die Gelbschenkel einen blassgrauen oder weißlichen Kopf, der fein dunkelbraun gestrichelt ist. Ein nicht scharf abgegrenzter Überaugenstreif verläuft über dem Auge bis fast zum Nacken. Deutlicher zu erkennen sind der weiße Augenring und das weiße Kinn. Der Hals und die Körperunterseite sind weißlich oder blass grau. Die Brust ist dunkelbraun gestrichelt und gefleckt. Der Mantel ist dunkelbraun mit weißen oder blassgrauen Flecken. Der Schwanz ist weiß oder blassgrau und weist eine dunkle Querzeichnung auf. Im Schlichtkleid ist der Gelbschenkel überwiegend graubraun gefiedert. Die Brust ist dann lediglich gestrichelt. Der schwarze Schnabel ist schmal und gerade. Bei zahlreichen Individuen ist er an der Schnabelbasis gelbbräunlich. Die Iris ist dunkelbraun.
Jungvögel ähneln adulten Vögeln im Schlichtkleid, allerdings ist ihre Kehle heller, die Körperoberseite ist bräunlicher und die Brust grauer. Die Dunenküken sind auf der Körperoberseite rötlichbraun und schwarz gefleckt, ihre Körperunterseite ist blass grau.
Im Süden ihres Brutgebietes kann der Gelbschenkel mit dem Tüpfelgelbschenkel verwechselt werden, da sich hier ihre Verbreitungsgebiete überlappen. Das Gefieder der beiden Arten ist nahezu identisch, der Tüpfelgelbschenkel ist aber größer und hat ein anderes Rufrepertoire.

## Verbreitung
Der Gelbschenkel ist eine nearktische Art, die von Alaska bis an die südliche Küste der Hudson Bay ihr Brutgebiet hat. Als Lebensraum präferiert der Gelbschenkel Sumpfgebiete an der Baumgrenze.
Er ist ein Zugvogel und zieht im Winterhalbjahr an die Küsten im Süden der Vereinigten Staaten, nach Zentralamerika und in die Karibik. Er kommt außerdem im Winterhalbjahr in Südamerika bis nach Feuerland vor.

## Lebensweise

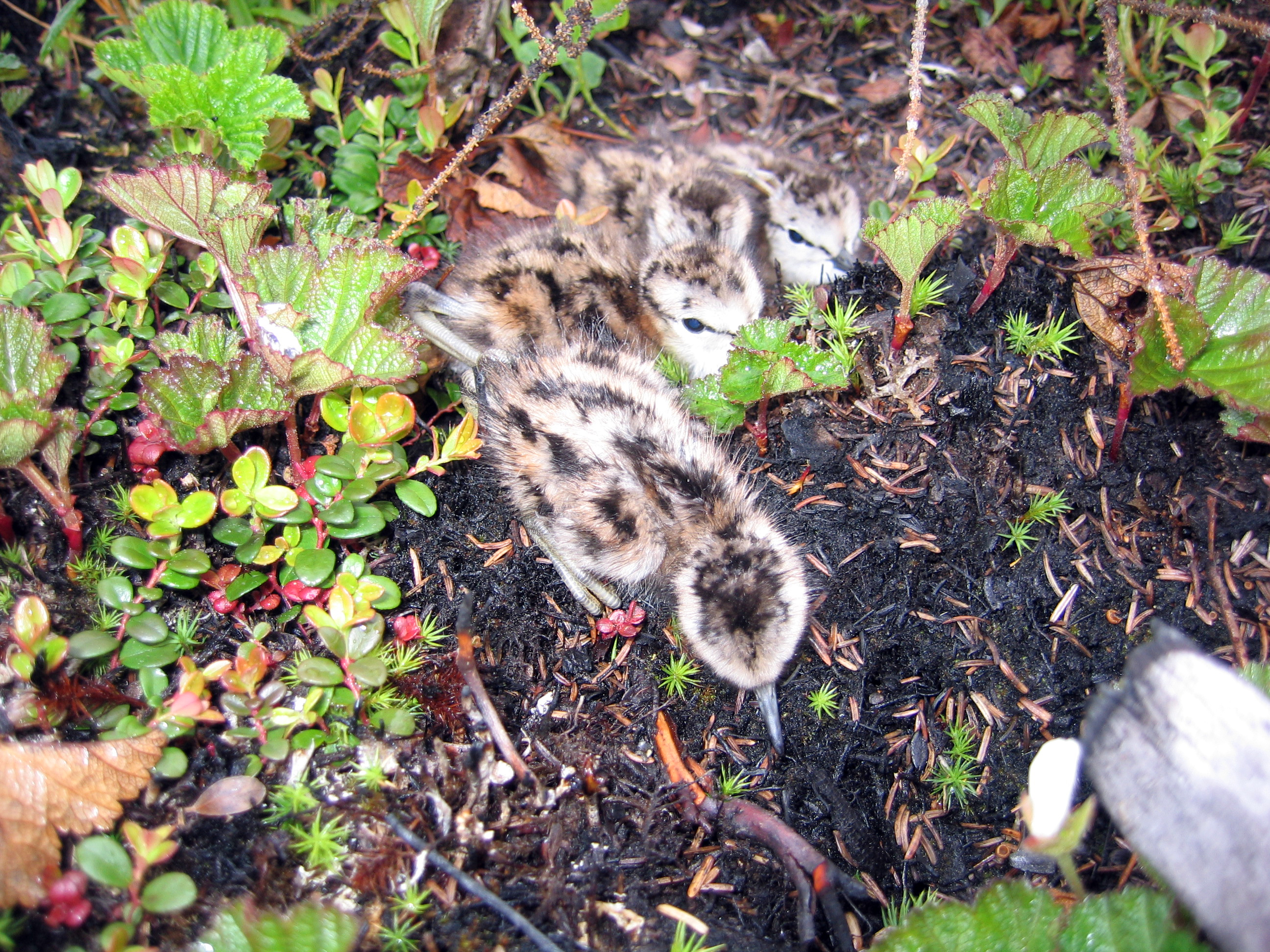
Küken des Gelbschenkels

Der Gelbschenkel frisst überwiegend Wirbellose, die er von der Wasseroberfläche oder dem Boden aufpickt. Er frisst außerdem kleine Fische und Samen. Auffällig ist die Bewegungsweise während der Nahrungssuche, da die Vögel die Beine sehr hoch anziehen und mit schnellen Bewegungen nach Beute picken. Gelegentlich laufen sie auch im schnellen Schritt durchs Wasser.
Während des Winterhalbjahres sind Gelbschenkel überwiegend gesellige Vögel. Dieses Verhalten ist während der Fortpflanzungszeit weniger ausgeprägt, auch wenn sie gelegentlich in kleinen, lockeren Kolonien brüten. Gelbschenkel gehen eine monogame Saisonehe ein. Sobald die Paarbindung etabliert ist, verteidigt das Männchen sein Weibchen energisch, was von Ornithologen so interpretiert wird, dass Kopulationen außerhalb der Paarbeziehung regelmäßig vorkommen.
Das Nest ist lediglich eine flache Mulde, die in der Vegetation gut versteckt ist. Das Gelege besteht normalerweise aus vier Eiern. Diese haben eine graue oder blass olivene Farbe und sind braun gefleckt. Die Brutzeit beträgt 22 bis 23 Tage. Beide Elternvögel sind an der Brut beteiligt. Die Küken sind Nestflüchter, die anfangs von beiden Elternvögeln gehudert werden. Sie sind mit 22 bis 23 Tage flügge. Der Kleine Gelbschenkel brütet erstmals im Alter von zwei Jahren.

## Etymologie und Forschungsgeschichte
Die Erstbeschreibung des Gelbschenkels erfolgte 1789 durch Johann Friedrich Gmelin unter dem wissenschaftlichen Namen Scolopax flavipes. Als Verbreitungsgebiet gab er New York an. 1758 führte Carl von Linné die neue Gattung Tringa ein. Dieser Name hat sein Ursprung in τρυγγας tryngas ein Name den Aristoteles für einen drosselgroßen Watvogel mit weißem Bürzel, der mit dem Schwanz wippt verwendete. Der Artname flavipes ist ein Wortgebilde aus lateinisch flavus ‚gelb, goldengelb‘ und lateinisch pes, pedis ‚Fuß‘. Alfred Laubmann hatte für sein Werk Die Vögel von Paraguay einen Balg, gesammelt von Eugen Josef Robert Schuhmacher (1906–1973) im Bergland des Río Apa, zur Verfügung. Er sah die Art als Zugvogel in Paraguay und nur in den nordischen Wintermonaten als anwesend. Als Nachweise für das Land sah er Puerto Pinasco im Departamento Presidente Hayes sowie Laguna Wall durch Alexander Wetmore, Santa Rosa del Aguaray durch Elsie Naumburg und Claude Henry Baxter Grant, die Colonia von Pedro Risso durch Tommaso Salvadori und Fortin Page am Río Pilcomayo durch John Graham Kerr. Zusätzlich erwähnte Laubmann Chorlito del pardo mayor von Félix de Azara.

## Belege

### Einzelbelege
1. ↑   Sale, S. 214
2. ↑   Sale, S. 213
3. ↑   Sale, S. 214
4. ↑   Sale, S. 214
5. ↑  Johann Friedrich Gmelin (1789), S. 659.
6. ↑  Carl von Linné, S. 148.
7. ↑  Tringa The Key to Scientific Names. Edited by James A. Jobling
8. ↑  flavipes  The Key to Scientific Names. Edited by James A. Jobling
9. ↑  Alexander Wetmore (1926), S. 149.
10. ↑  Elsie Margaret Binger Naumburg (1932), S. 79.
11. ↑  Claude Henry Baxter Grant (1911), S. 469.
12. ↑  Tommaso Salvadori (1895), S. 24
13. ↑  John Graham Kerr (1892), S. 151
14. ↑  Félix de Azara (1805), S. 314–315.
15. ↑  Alfred Laubmann (1939), S. 83–84.